# Filiolus tchernovi
Filiolus tchernovi là một loài ruồi trong họ Asilidae. Filiolus tchernovi được Lehr miêu tả năm 1995. Loài này phân bố ở vùng Cổ Bắc giới.